# Ischyropsalis carli
Espèce
Synonymes
- Ischyropsalis pentelica Roewer, 1950

Ischyropsalis carli est une espèce d'opilions dyspnois de la famille des Ischyropsalididae.

## Distribution
Cette espèce se rencontre dans les Alpes en Suisse, en Italie, en Autriche et en Allemagne.

## Description
La femelle syntype mesure 6,2 mm.
Les mâles mesurent de 3,8 à 5,0 mm et les femelles de 5,4 à 6,0 mm.

## Systématique et taxinomie
Cette espèce a été décrite par Lessert en 1905.
Ischyropsalis pentelica a été placée en synonymie par Martens en 1969.

## Étymologie
Cette espèce est nommée en l'honneur de Jean Carl.

## Publication originale
- Lessert, 1905 : « Arachniden Graubündens. Fauna der Rhätischen Alpen. » Revue suisse de Zoologie, vol. 13, p. 621–661 (texte intégral).